# 穆罕默德·巴祖姆
穆罕默德·巴祖姆（法語：Mohamed Bazoum，1960年1月1日—）是一名尼日尔政治人物，2021年至2023年擔任尼日尔總統。他在2020-21年總統選舉中獲勝，並在分歧派政變未遂後於2021年4月就職。2023年7月26日，他在總統衛隊和武裝部隊成員領導的政變後被免職。
在擔任總統之前，巴祖姆曾擔任尼日尔争取民主和社会主义党主席。他還曾於1995年至1996年和2011年至2016年擔任外交部長。2016年，他曾短暫擔任總統府國務部長，後被任命為內政國務部長，任期從2016年至2021年，之後他辭職並參加2020─21年總統選舉。巴祖姆在第二輪總統選舉中以55.67%的得票率勝過前總統馬哈曼·奧斯曼。巴祖姆是遜尼派穆斯林，也是尼日尔第一位阿拉伯人（迪法阿拉伯人）總統。

## 外部連結
- 维基共享资源上的相關多媒體資源：穆罕默德·巴祖姆

| 官衔                          | 官衔                       | 官衔                                                    |
| ----------------------------- | -------------------------- | ------------------------------------------------------- |
| 前任者： 阿卜杜拉赫曼·哈馬    | 尼日外交部長 1995年—1996年 | 繼任者： 安德烈·萨利富                                  |
| 前任者： 圖雷·阿米納圖·馬伊加 | 尼日外交部長 2011年—2016年 | 繼任者： 艾沙图·布拉马·卡内                             |
| 前任者： 哈苏米·马萨乌杜      | 尼日內政部長 2016年—2021年 | 繼任者： 阿爾卡奇·阿爾哈達                              |
| 前任者： 穆罕默杜·伊素福      | 尼日總統 2021年—2023年     | 繼任者： 阿卜杜拉赫曼·奇亚尼 （保衛祖國國家委員會主席） |